# Prezrenje
Prezrenje este o localitate din comuna Radovljica, Slovenia, cu o populație de 77 de locuitori.